# Регіта
Регіта (рос. Регита) — село у Курчалоївському районі Чечні Російської Федерації.
Населення становить 783 особи. Входить до складу муніципального утворення Регитинське сільське поселення.

## Історія
Згідно із законом від 20 лютого 2009 року органом місцевого самоврядування є Регитинське сільське поселення.

## Населення
| 1990 | 2002 | 2010 |
| ---- | ---- | ---- |
| 757  | ↘685 | ↗783 |